# Alphaville (film)
Alphaville (fr. Alphaville, une étrange aventure de Lemmy Caution) – francusko-włoski film fabularny z 1965 roku, łączący gatunki science-fiction i noir, w reżyserii Jean-Luca Godarda. Zdjęcia kręcono w Paryżu.

## Opis fabuły
Mieszkańcy miasta-państwa Alphaville poddawani są dyktaturze samouczącego się, elektronowego mózgu Alpha 60 – bezwzględnego urządzenia nieuznającego niczego, co przypisane jest naturze ludzkiej, poza bezduszną egzystencją. Taki stan zastaje rzekomy dziennikarz Iwan Jonson, a w rzeczywistości tajny agent Lemmy Caution. Jego misją jest uprowadzenie (a w razie niemożliwości – zabicie) profesora Leonarda Nosferatu, twórcy Alphy 60. Lemmy odnajduje poprzedniego agenta, który, choć zachował resztki wyższych uczuć, jest już wrakiem człowieka w wyniku asymilacji. Rodzi się romans między Cautionem a nieświadomą swoich uczuć córką profesora Nosferatu, która służy przybyłemu dziennikarzowi za przewodnika po Alphaville. Lemmy, zaczynający rozumieć prawdziwą sytuację, jest przesłuchiwany przez mózg elektronowy, który chce przejrzeć zamiary przybyłego agenta. Ten doprowadza do samodestrukcji Alphy 60 i zabija profesora, ratując Natashę ze sparaliżowanego, umierającego z braku kontroli miasta.

## Obsada
- Eddie Constantine jako Lemmy Caution / Iwan Jonson
- Anna Karina jako Natacha von Braun
- Howard Vernon jako prof. von Braun / Leonard Nosferatu
- Akim Tamiroff jako Henri Dickson
- László Szabó jako naczelny inżynier
- Michel Delahaye jako asystent von Brauna
- Jean-Louis Comolli jako prof. Jeckell
- Jean-André Fieschi jako prof. Heckel